# Stagio Stagi
Stagio Stagi (Pietrasanta, 1496 – Pisa, 1563) è stato uno scultore italiano.

## Biografia
Quella degli Stagi era una famiglia di scultori versiliesi, attivi tra la fine del XV e il XVII secolo. 
Stagio nasce a Pietrasanta da Lorenzo (1455-1506), scultore anch’egli.

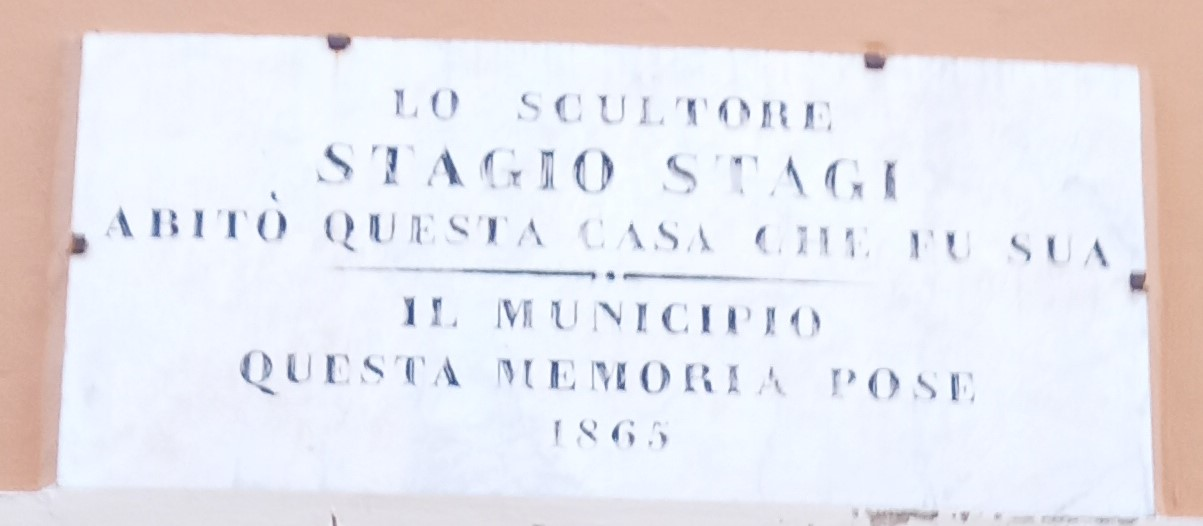
Lapide commemorativa a Pietrasanta

Orfano del padre all’età di circa dieci anni, rimasto sotto la tutela della madre Isabetta Ambrosini e dello zio Bernardino Stagi, probabilmente apprese i primi rudimenti della scultura con i lavoranti rimasti presso la bottega paterna. In seguito poté perfezionarsi con Donato Benti, che si era stabilito a Pietrasanta dal 1507.
Nel 1519 entra in collaborazione con Bartolomé Ordóñez, giunto dalla Spagna a Carrara con l'incarico di molte sculture, e conosce anche il fiorentino Pandolfo Fancelli, al quale rimarrà legato fino alla sua morte nel 1526. 

A Pietrasanta esegue due acquasantiere per la Collegiata di San Martino (1522).  
Nel 1523 si trasferisce a Pisa, impegnato nel Duomo all’esecuzione della statua dell'altare di San Biagio (in collaborazione con Fancelli) (1524-1525). 
Nel luglio del 1526 il suo sodale Fancelli muore per peste, Stagio sopravvive ed è incaricato di portarne a termine i lavori intrapresi, tra cui il capitello per il Cero pasquale posto a lato dell’altar maggiore del Duomo.  

Nel Camposanto pisano realizza la tomba del giureconsulto  Filippo Decio (1536).
Dalla metà degli anni Trenta i suoi impegni sono essenzialmente dedicati alla realizzazione degli altari lungo le navate del Duomo pisano, con qualche collaborazione di Bartolomeo Ammannati.
Nel 1545, il 4 agosto, Stagi sottoscrive il contratto per l’edificazione della cappella dell’Annunziata, nella testata del transetto sinistro, per il quale gli è d’aiuto il figlio Giuseppe: tutte le sculture di figura furono assegnate nel 1558 a Francesco di Simone Mosca detto il Moschino.
Il 15 maggio 1563 fa testamento e poco dopo muore a Pisa .

## Omaggi
- Gli è stata intitolata una via a Forte dei Marmi.
- Gli è stata intitolata una vita a Pietrasanta.
- Il Liceo artistico S.Stagi di Pietrasanta è intitolato a lui.

## Galleria d'immagini

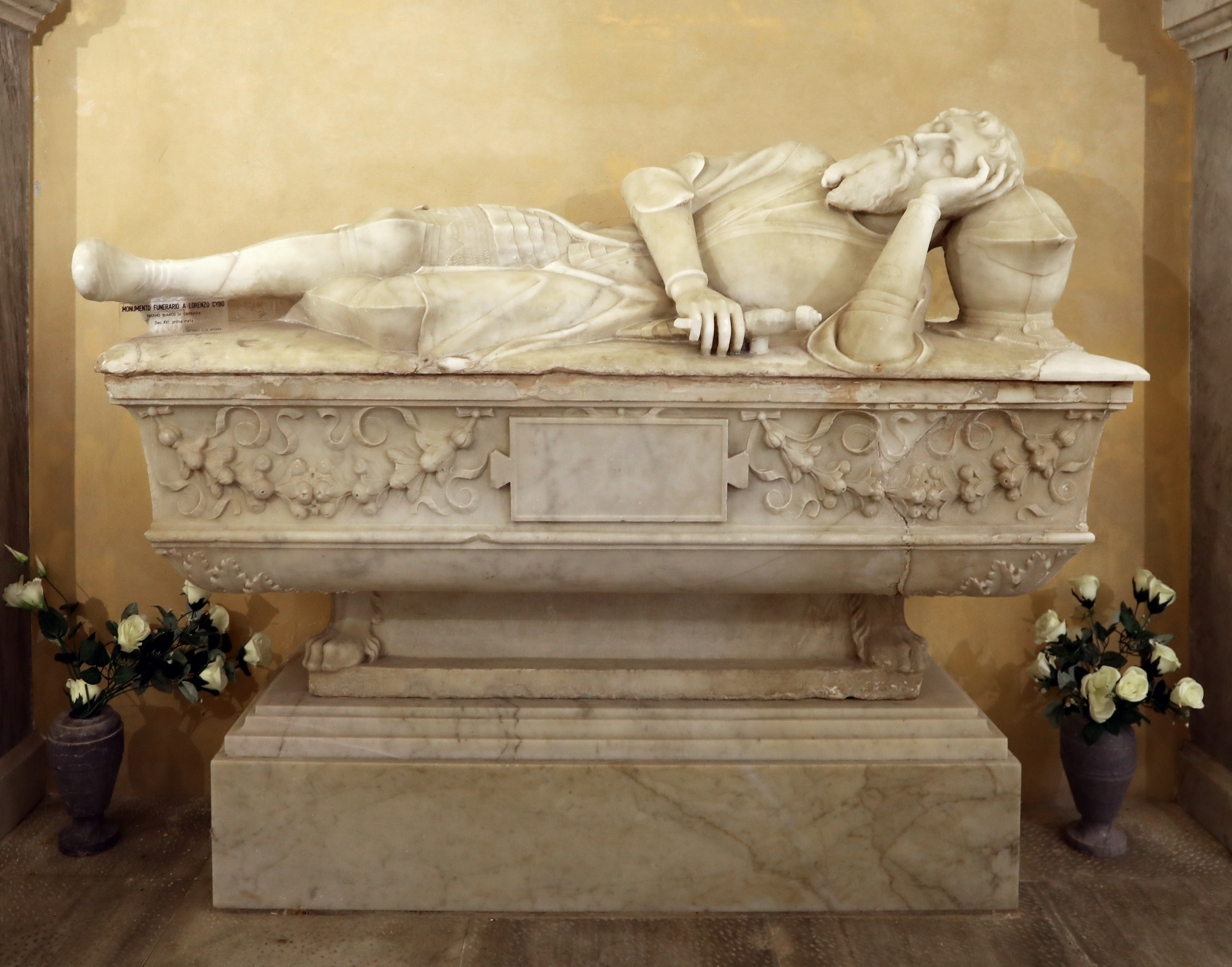
Monumento sepolcrale di Lorenzo Cybo Duomo di Massa
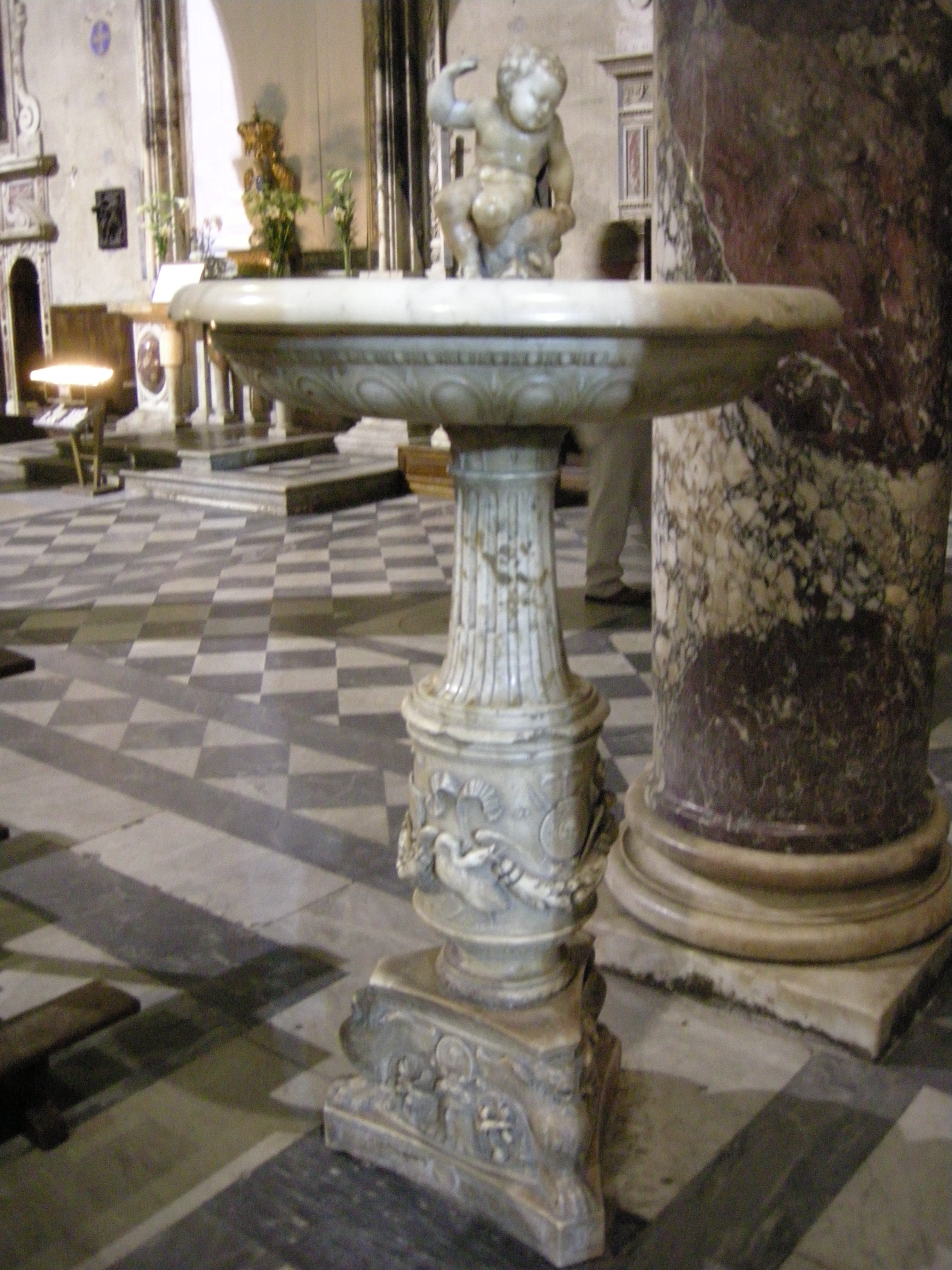
Acquasantiera Duomo di Pietrasanta
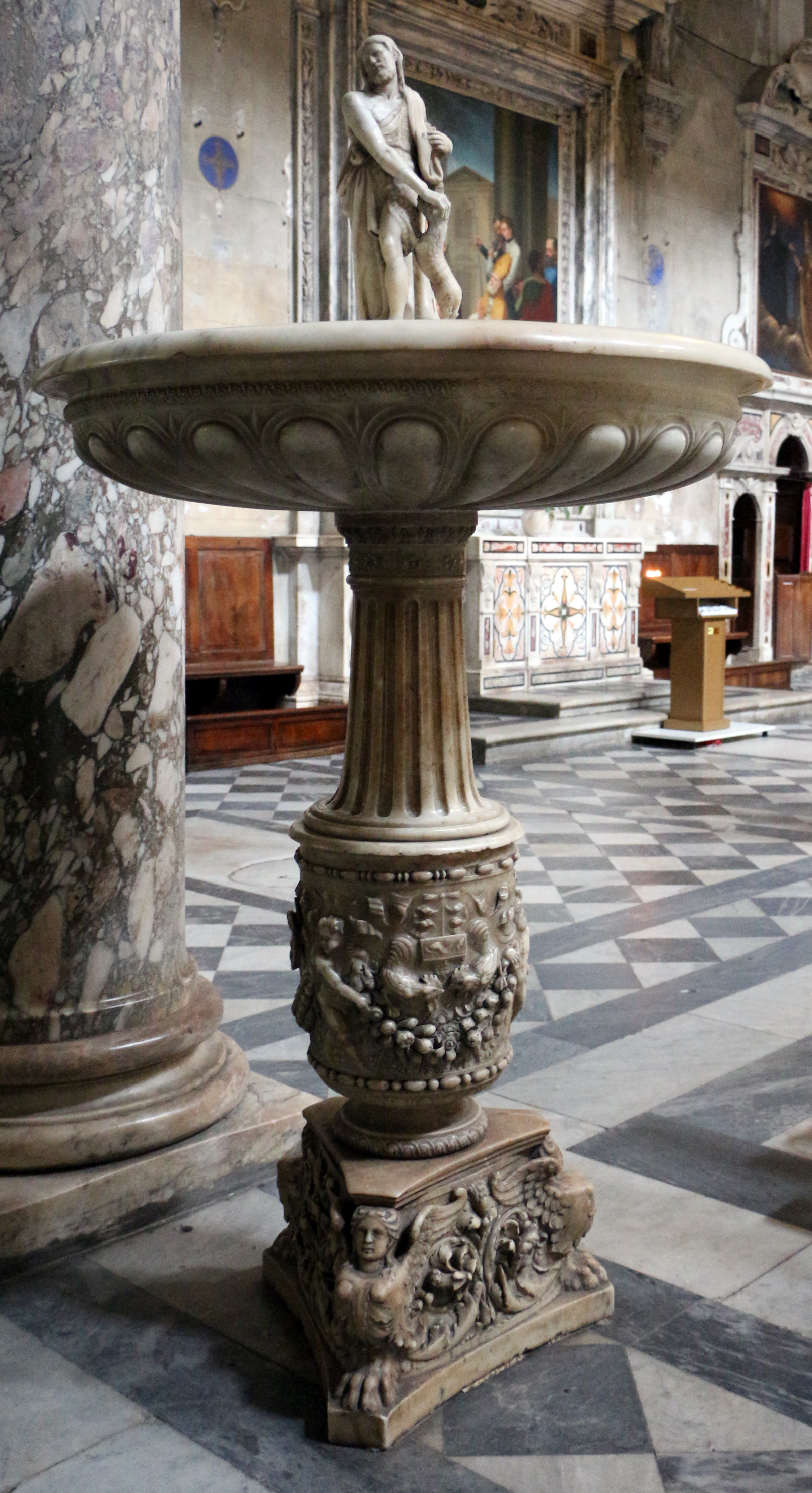
Acquasantiera Duomo di Pietrasanta
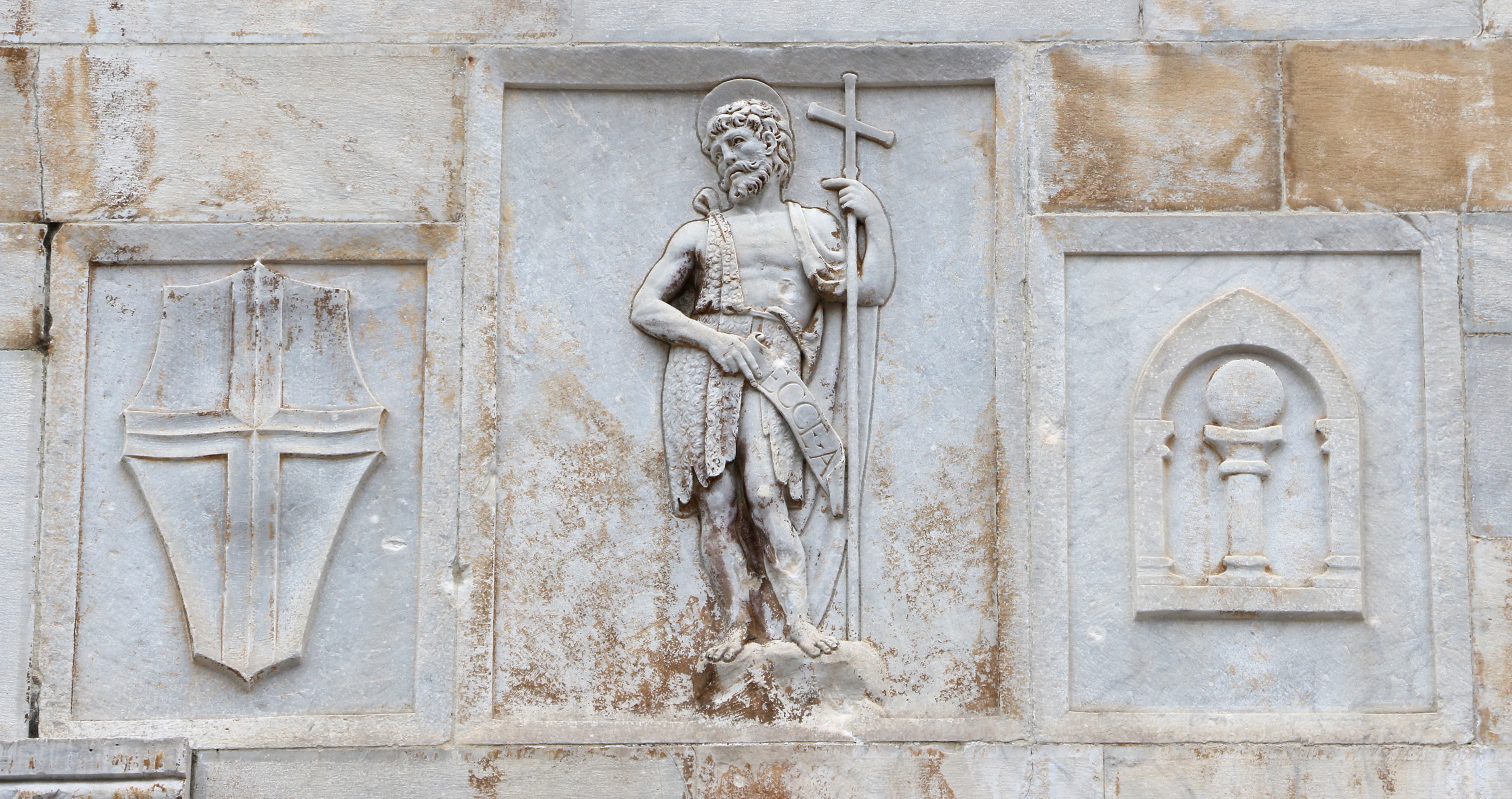
San Giovanni Battista, stemmi di Firenze e Pietrasanta Duomo di Pietrasanta
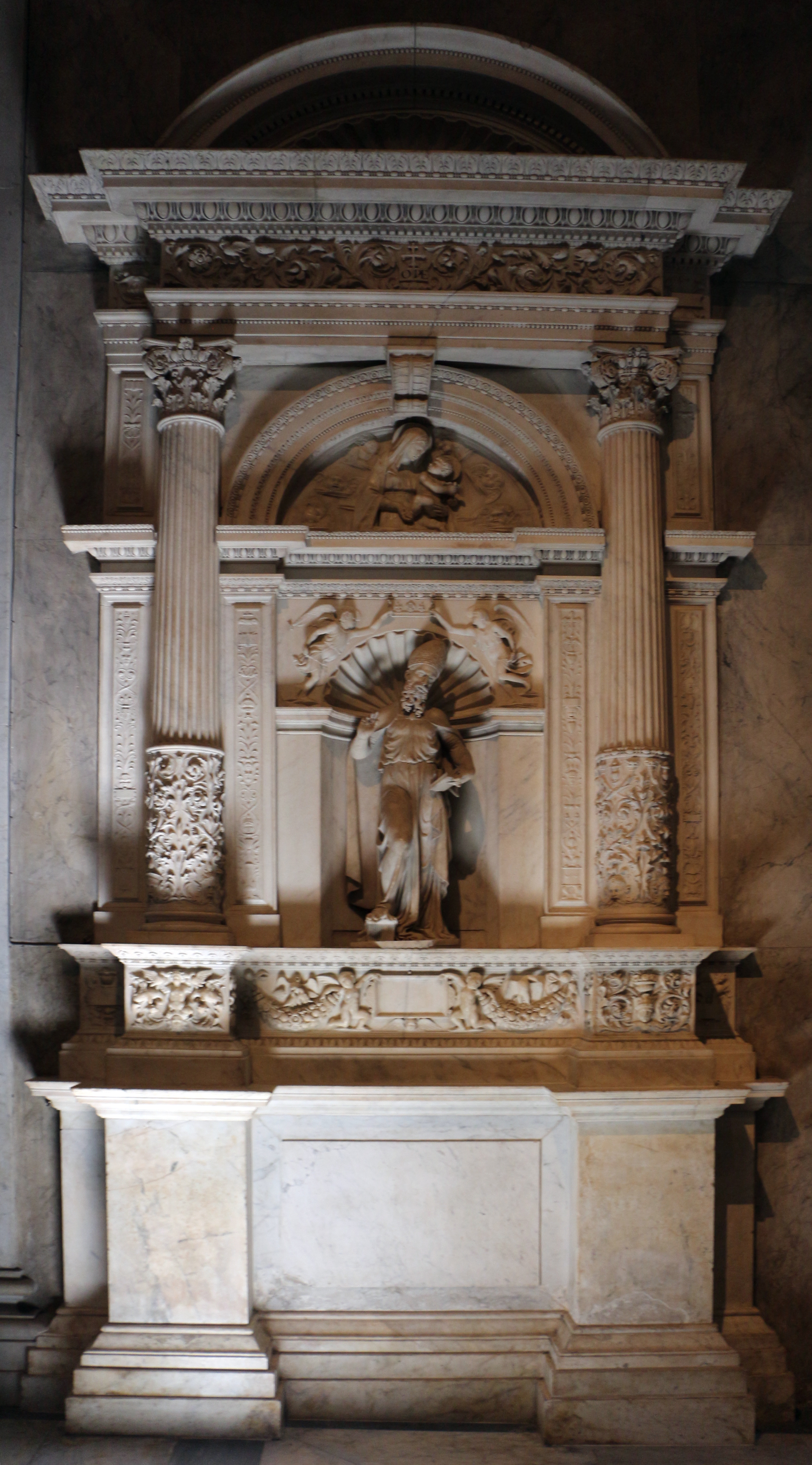
Altare di San Biagio Duomo di Pisa
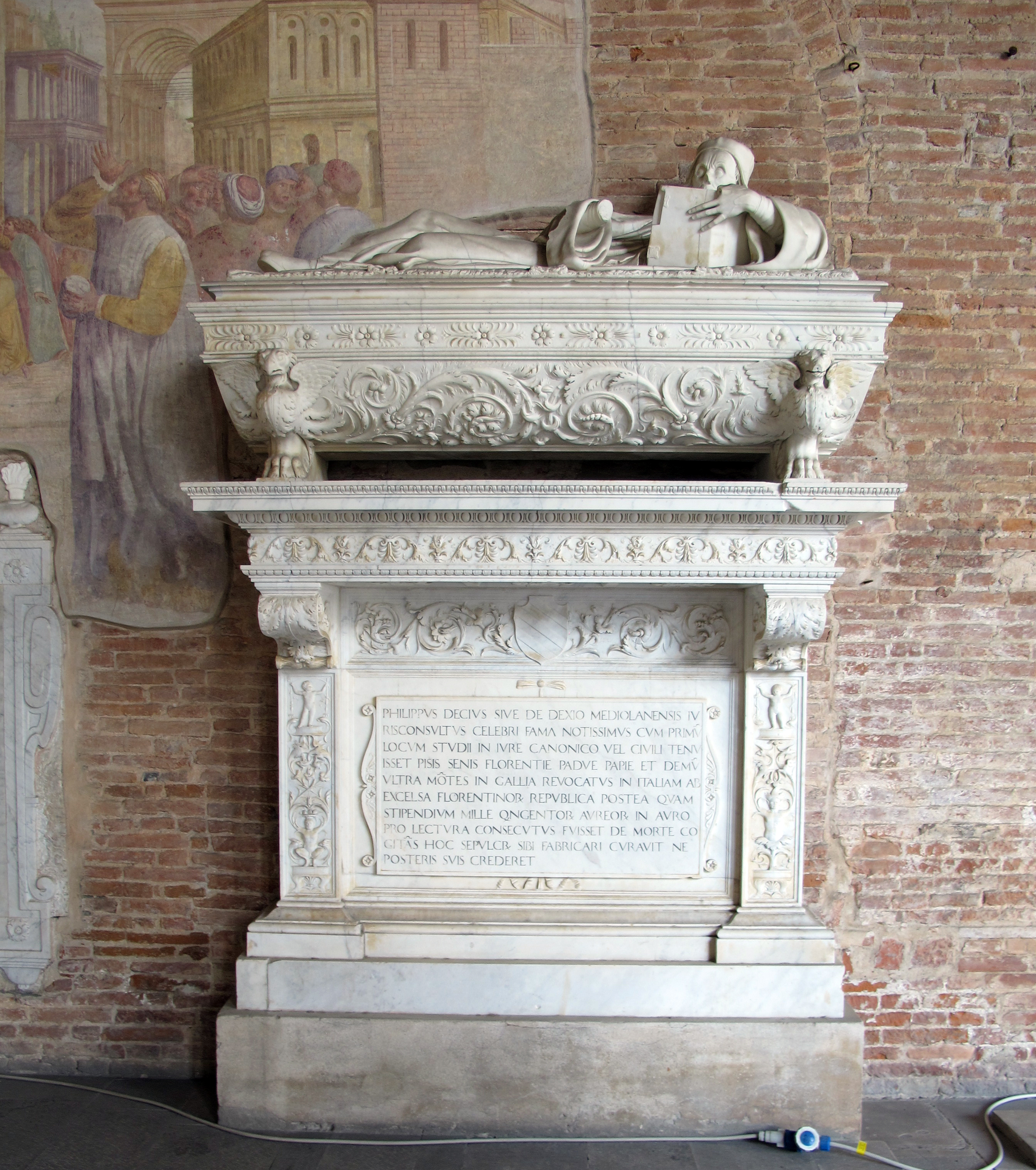
Tomba di Filippo Decio Camposanto monumentale di Pisa